# Савелиха (посёлок)
Савелиха — поселок в Сонковском районе Тверской области. Входит в состав Гладышевского сельского поселения.

## География
Находится в восточной части Тверской области у западной окраины районного центра поселка Сонково.

## История
Поселок был отмечен уже только на карте 1981 года.

## Население
Численность населения: 14 человек (русские 93%) в 2002 году, 1 в 2010.